# 坦克工业人民委员部
坦克工业人民委员部（俄语：Народный комиссариат танковой промышленности）是苏联苏德战争期间的政府机构，隶属于苏联人民委员会，负责坦克的生产研发。

## 历史
苏德战争初期，苏联的战争形势极端不利。在此背景下，1941年9月11日，以中型机械工业人民委员部为基础成立了坦克工业人民委员部。行业系统约有200,000 – 250,000人。主要企业有：
- 哈尔科夫 – 183厂生产T-34坦克。
- 斯大林格勒 –75厂 (завод Баррикады，街垒工厂),生产坦克发动机
- 列宁格勒 – 基洛夫工厂（185厂）生产重型坦克；伏罗希洛夫第174工厂(Ленинградский государственный завод № 174 имени К. Е. Ворошилова)生产轻型坦克, 布尔什维克工厂（100厂）生产海军舰炮
- 莫斯科 – 37工厂生产T-40超轻型两栖侦察坦克
- 马里乌波尔 – 马里乌波尔伊里奇工厂 (Мариупольский завод им. Ильича), 生产T-34壳体
- 波多利斯克 – 波多利斯克奥尔忠尼启则工厂(Подольский завод им. Орджоникидзе)生产T-40坦克装甲车体.

1941年8-9月，坦克工业向内地紧急疏散：
- 基洛夫工厂、哈尔科夫柴油机厂（75工厂）迁入车里雅宾斯克拖拉机厂，7月23日至10月6日完成疏散。改称“车里雅宾斯克基洛夫工厂”，自称“坦克城”。
- 哈尔科夫共产国际工厂（183厂）、马里乌波尔伊里奇工厂9月15日开始迁往下塔吉尔乌拉尔捷尔任斯基车辆制造厂，生产T-34
- 基洛夫工厂发动机部门迁入斯维尔德洛夫斯克市乌拉尔汽轮机厂（俄语：Уральский турбинный завод）
- 伊若拉工厂（俄语：Ижорские заводы）迁入斯维尔德洛夫斯克市乌拉尔重型机械制造厂（俄语：Уральский завод тяжёлого машиностроения），生产火炮和装甲车辆
- 75工厂迁入– Yurginsk Works of Machine Industry (Юргинский машиностроительный завод).
- 264厂迁入斯大林格勒造船厂（俄语：Сталинградская судоверфь）生产轻型坦克车体
- 112工厂迁入高尔基市索尔莫沃造船厂（俄语：Красное Сормово）生产T-34.
- 鄂木斯克厂，是基洛夫工厂未迁入车里雅宾斯克的人员组成。

到1941年底，坦克工业的疏散工作完成。
1942年，183厂的T-34产量下降了22%，112厂下降了40%。致力于简化坦克生产技术并提高可靠性。苏联共计生产了24,504辆坦克和自行火炮，德国生产了6,189辆。
1943年，苏联生产了24,006辆坦克和自行火炮，德国生产了10,700辆。
1944年，苏联生产了28,983辆坦克和自行火炮，德国生产了18,300辆。
1945年上半年年，苏联生产了15,422辆坦克和自行火炮，德国生产了4,400辆。
1945年10月14日，坦克工业人民委员部改为运输机器制造人民委员部(Народный комиссариат транспортного машиностроения)。1946年改为运输机器制造部(Министерство транспортного машиностроения)。1953年3月改为重型和运输机器制造部。

## 部机关
机关位于莫斯科市梁赞大街(Рязанская ул.) 8а号。战时疏散到车里雅宾斯克。

## 历任人民委员
- 维亚切斯拉夫·亚历山德罗维奇·马雷舍夫（1941年9月11日-1942年7月14日）
- 伊萨克·莫伊赛耶维奇·扎利茨曼（俄语：Зальцман, Исаак Моисеевич）（基洛夫工厂厂长，或译作萨尔茨曼）
- 维亚切斯拉夫·亚历山德罗维奇·马雷舍夫（1943年6月28日-1945年10月14日）